# Eleocharis minuta
Eleocharis minuta är en halvgräsart som beskrevs av Johann Otto Boeckeler. Eleocharis minuta ingår i släktet småsäv, och familjen halvgräs. Inga underarter finns listade i Catalogue of Life.